# Noctua infrapallida
Noctua infrapallida là một loài bướm đêm trong họ Noctuidae.